# Bulbophyllum afzelii
Bulbophyllum afzelii là một loài phong lan thuộc chi Bulbophyllum.